# Курсел сир Вел
Курсел сир Вел (фр. Courcelles-sur-Vesle) насеље је и општина у североисточној Француској у региону Пикардија, у департману Ен (Пикардија) која припада префектури Соасон.
По подацима из 2011. године у општини је живело 355 становника, а густина насељености је износила 40,3 становника/km². Општина се простире на површини од 8,81 km². Налази се на средњој надморској висини од 75 метара (максималној 176 m, а минималној 52 m).

## Демографија
| 1962. | 1968. | 1975. | 1982. | 1990. | 1999. | 2011. |
| ----- | ----- | ----- | ----- | ----- | ----- | ----- |
| 227   | 260   | 227   | 222   | 270   | 295   | 355   |

График промене броја становника у току последњих година